# The Move (album)
Albums de The Move
Something Else from The Move
(1968)
Singles
1. Flowers in the Rain
Sortie : 25 août 1967
2. Fire Brigade
Sortie : 26 janvier 1968

Move est le premier album du groupe de rock britannique The Move. Il est sorti en avril 1968 au Royaume-Uni sur le label Regal Zonophone.
Il se compose de dix compositions originales de Roy Wood et de trois reprises. Son enregistrement prend place dans trois studios londoniens (Advision, De Lane Lea et Olympic) et s'étale sur plus d'une année, commençant en janvier 1967 pour s'achever en février 1968, car le groupe, très demandé sur scène ne dispose pas de beaucoup de temps libre. Du fait de cette longue gestation, les chansons témoignent d'une grande variété de styles, de la pop psychédélique au freakbeat en passant par la pop baroque ou le folk rock.
La sortie de l'album est retardée de plusieurs par le vol des bandes maîtresses. Le succès des singles Flowers in the Rain et Fire Brigade lui permet de se classer dans le Top 20 des ventes à l'été 1968.
La pochette de l'album est l'œuvre du collectif artistique néerlandais The Fool.

## Titres

### Album original
Toutes les chansons sont écrites et composées par Roy Wood, sauf mention contraire.
| 1. | Yellow Rainbow                         |                                  | Ace Kefford                      | 2:35 |
| 2. | Kilroy Was Here                        |                                  | Roy Wood (avec Burton)           | 2:43 |
| 3. | (Here We Go Round) The Lemon Tree      |                                  | Roy Wood                         | 2:59 |
| 4. | Weekend (en) (reprise d'Eddie Cochran) | Bill Post, Doree Post            | Trevor Burton                    | 1:46 |
| 5. | Walk Upon the Water                    |                                  | Carl Wayne (avec Wood et Burton) | 3:22 |
| 6. | Flowers in the Rain                    |                                  | Carl Wayne (avec Wood)           | 2:29 |
| 7. | Hey Grandma (reprise de Moby Grape)    | Jerry Miller, Don Stevenson (en) | Carl Wayne et Trevor Burton      | 3:11 |

| 8.  | Useless Information                    |                      | Carl Wayne et Roy Wood    | 2:56 |
| 9.  | Zing Went the Strings of My Heart (en) | James F. Hanley (en) | Bev Bevan et Ace Kefford  | 2:49 |
| 10. | The Girl Outside                       |                      | Trevor Burton             | 3:33 |
| 11. | Fire Brigade                           |                      | Roy Wood (avec Wayne)     | 2:45 |
| 12. | Mist on a Monday Morning               |                      | Roy Wood                  | 3:42 |
| 13. | Cherry Blossom Clinic                  |                      | Trevor Burton (avec Wood) | 2:30 |

### Rééditions
La réédition de Move parue en 1998 chez Repertoire Records comprend seize titres supplémentaires.
| 14. | Night of Fear                         |                       | 2:15 |
| 15. | The Disturbance                       |                       | 2:47 |
| 16. | I Can Hear the Grass Grow             |                       | 3:06 |
| 17. | Wave Your Flag and Stop the Train     |                       | 2:56 |
| 18. | Vote for Me                           |                       | 2:48 |
| 19. | The Disturbance (autre version)       |                       | 2:00 |
| 20. | Fire Brigade (autre version)          |                       | 2:17 |
| 21. | Second Class (She's Too Good for You) |                       | 2:05 |
| 22. | Cherry Blossom Clinic                 |                       | 2:52 |
| 23. | (Here We Go Round) The Lemon Tree     |                       | 2:57 |
| 24. | Weekend                               | Bill Post, Doree Post | 1:46 |
| 25. | Flowers in the Rain                   |                       | 2:28 |
| 26. | Useless Information                   |                       | 2:56 |
| 27. | Zing Went the Strings of My Heart     |                       | 2:49 |
| 28. | The Girl Outside                      |                       | 2:56 |
| 29. | Walk Upon the Water                   |                       | 3:22 |

En 2008, Salvo réédite Move au format 2 CD. Le premier reprend l'album original en mono avec cinq titres bonus, tandis que le deuxième, intitulé New Movement, présente une version alternative de l'album en stéréo.
| 14. | Vote for Me                       | Trevor Burton (avec Wood)             | 2:48 |
| 15. | Disturbance                       | Carl Wayne et Roy Wood (avec Kefford) | 2:48 |
| 16. | Night of Fear                     | Carl Wayne (avec Kefford)             | 2:14 |
| 17. | Wave Your Flag and Stop the Train | Carl Wayne (avec Wood)                | 2:56 |
| 18. | I Can Hear the Grass Grow         | Carl Wayne (avec Wood et Kefford)     | 2:48 |

| 1.  | Move Intro                        |                       | 0:25 |
| 2.  | Move                              |                       | 2:02 |
| 3.  | Cherry Blossom Clinic             |                       | 2:41 |
| 4.  | Fire Brigade                      |                       | 2:20 |
| 5.  | Kilroy Was Here                   |                       | 2:43 |
| 6.  | (Here We Go Round) The Lemon Tree |                       | 3:17 |
| 7.  | Weekend                           | Bill Post, Doree Post | 1:55 |
| 8.  | Zing Went the Strings of My Heart |                       | 2:46 |
| 9.  | Don't Throw Stones at Me          |                       | 2:41 |
| 10. | Mist on a Monday Morning          |                       | 2:28 |
| 11. | Vote for Me (autre version)       |                       | 2:49 |
| 12. | Night of Fear                     |                       | 2:21 |
| 13. | The Girl Outside (autre prise)    |                       | 2:53 |
| 14. | Walk Upon the Water               |                       | 3:22 |
| 15. | Useless Information               |                       | 2:55 |
| 16. | Flowers in the Rain               |                       | 2:28 |

## Musiciens
- The Move :
  - Carl Wayne : chant
  - Roy Wood : chant, guitares
  - Trevor Burton : chant, guitares
  - Ace Kefford : chant, basse
  - Bev Bevan : chant, batterie

- Musiciens supplémentaires :
  - Nicky Hopkins : piano sur Hey Grandma, clavecin sur Mist on a Monday Morning
  - Tony Visconti : arrangements des cordes, cuivres et vents

## Classements
| Classement                    | Meilleure position | Semaines dans le Top 20 |
| ----------------------------- | ------------------ | ----------------------- |
| Royaume-Uni (UK Albums Chart) | 15                 | 9                       |